# John Bolton
John Robert Bolton (Baltimore, Maryland, 20 november 1948) is een Amerikaans politicus en diplomaat van de Republikeinse Partij. Hij was de Nationaal Veiligheidsadviseur onder president Donald Trump van 9 april 2018 tot 10 september 2019. 
Bolton een jurist van beroep, was werkzaam als topambtenaar op het ministerie van Justitie van 1985 tot 1989 en diende als onderminister op het ministerie van Buitenlandse Zaken onder president George H.W. Bush van 1989 tot 1993. Bolton was wederom  onderminister op het ministerie van Buitenlandse Zaken onder president George W. Bush van 2001 tot 2005, daarna diende hij als ambassadeur van de Verenigde Naties onder president Bush van 2005 tot 2006. Na zijn vertrek als ambassadeur was Bolton werkzaam als medewerker van het American Enterprise Institute van 2006 tot 2018.

## Vroege carrière
John Bolton studeerde rechten aan de Yale-universiteit en werkte tot 1981 bij het advocatenkantoor Covington & Burling.
Tijdens de regeringen van Ronald Reagan en George H.W. Bush werkte Bolton op verschillende posten op het ministerie van Justitie, het ministerie van Buitenlandse Zaken en de United States Agency for International Development (USAID). In de regering van George W. Bush was Bolton onderminister voor Wapenbeheersing en Internationale Veiligheid.

## Ambassadeur bij de Verenigde Naties

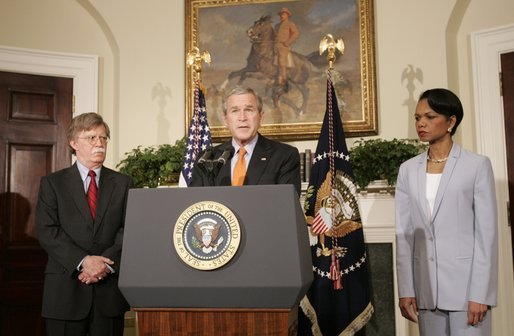
John Bolton, president George W. Bush en minister van Buitenlandse Zaken Condoleezza Rice in 2005

President George W. Bush droeg hem op 1 augustus 2005 voor als ambassadeur bij de Verenigde Naties, een functie die George H.W. Bush ook ooit heeft vervuld. Boltons voordracht voor de functie veroorzaakte een flinke controverse in het Amerikaanse Congres. Democraten maar ook enige Republikeinen waren niet positief over zijn benoeming, en waren kritisch over zijn gedrag tijdens zijn vorige ambten (waaronder zijn behandeling van ondergeschikten). Daarnaast vreesden zij dat zijn ongezouten kritiek op de werking van de Verenigde Naties hem minder effectief zouden maken als ambassadeur bij diezelfde organisatie.
De benoeming gebeurde uiteindelijk terwijl het Congres met verlof was (een zogenaamde recess appointment door de president). Bolton volgde daarmee waarnemend ambassadeur Anne Patterson op die de functie waarnam sinds het vertrek van John Danforth. De president verklaarde dat hij "deze belangrijke post niet langer vacant kon laten". Hoewel ook een recess appointment uiteindelijk moet worden goedgekeurd, zouden er Senaatsverkiezingen plaatsvinden voor het einde van de tijdelijke aanstellingsperiode, en wellicht hoopte president Bush dat hij dan een minder vijandig gezinde Senaat tegenover zich zou vinden. Nadat die verkiezingen een meerderheid voor de Democraten hadden opgeleverd, stapte John Bolton zelf op, omdat de kans dat zijn benoeming door de Senaat bevestigd zou worden, nu nihil was.

## Nationaal Veiligheidsadviseur
Op 9 april 2018 volgde Bolton Herbert McMaster op als Nationaal Veiligheidsadviseur op voordracht van president Donald Trump. Binnen de regering-Trump gold hij meteen al als "havik". Zo zorgde een opmerking van hem over de denuclearisatie van Noord-Korea ervoor dat de Amerikaans-Noord-Koreaanse top over dit onderwerp in gevaar kwam.

## Rol in impeachment tegen Donald Trump
In januari 2020 werd duidelijk dat John Bolton een sleutelrol zou kunnen spelen in het tegen president Donald Trump bij de Senaat van de Verenigde Staten aanhangige afzettingsprocedure (impeachment). In dit proces wordt Trump ervan beschuldigd misbruik van zijn machtspositie te hebben gemaakt door het verlenen van financiële steun voor militaire doeleinden aan Oekraïne afhankelijk te stellen van de bereidheid van dit land strafrechtelijk onderzoek te doen naar gedragingen van Trumps politiek tegenstander Joe Biden en zijn zoon Hunter. Nadat de advocaten van Trump in het proces hadden betoogd dat er geen enkel bewijs is dat de president deze verbinding heeft gelegd, kwam op 27 januari 2020 naar buiten dat Bolton op het punt staat een boek te publiceren waarin hij uiteenzet dat hij Trump wel degelijk heeft horen zeggen dat de betalingen aan Oekraïne afhankelijk zouden zijn van de bereidheid aan Trumps onderzoekwensen te voldoen. Hoewel Bolton als een belangrijke potentiële getuige werd gezien, besliste de Senaat in meerderheid dat hij tijdens de impeachment zelf geen getuigen wenste te horen, dus ook Bolton niet. President Trump werd in de impeachment op 5 februari 2020 vrijgesproken van de aanklacht dat hij misbruik van macht zou hebben gemaakt en het onderzoek van het Congres zou hebben gedwarsboomd.

## Wetenswaardigheden
- Bolton heeft een bronzen handgranaat op zijn werkkamer om te laten zien hoe trots hij is op zijn reputatie als bommenwerper.[5]
- Hij beweerde in 2002 dat Cuba ver gevorderd was met onderzoek naar biologische wapens en de technologie mogelijk exporteerde naar schurkenstaten.[6]
- Bolton is sinds lange tijd een prominent voorstander van de Iraanse Volksmoedjahedien.[7]
- Bolton keerde zich heftig tegen het besluit van Joe Biden zijn zoon Hunter gratie te verlenen voor de gevolgen van alle misdrijven tussen 2023 en 2024 begaan.

- Bibsys: 8053892
- Bibliothèque nationale de France: cb179352153 (data)
- Catàleg d'autoritats de noms i títols de Catalunya: 981058616192006706
- CiNii: DA04308981
- Gemeinsame Normdatei: 133898849
- International Standard Name Identifier: 0000 0001 1440 0492
- Library of Congress Control Number: no89017580
- Nationale Bibliotheek van Letland: 000342338
- National Archives and Records Administration: 10574969
- Bibliotheek van het Japanse parlement: 001361008
- Nationale Bibliotheek van Tsjechië: js20050822002
- Nationale Bibliotheek van Israël: 987007306992205171
- Nationale Bibliotheek van Polen: a0000002451202
- Nederlandse Thesaurus van Auteursnamen: 30627244X
- SNAC: w6c94s3q
- Système universitaire de documentation: 084296801
- Virtual International Authority File: 25806519
- WorldCat: E39PBJvCRRQBjHq9QgJRhqmyBP